# Bandbal-e Pajin
Bandbal-e Pajin (perski: بندبال پايين) – wieś w Iranie, w ostanie Chuzestan. W 2006 roku miejscowość liczyła 939 mieszkańców w 205 rodzinach.